# Dilma Rousseffová
Dilma Vana Rousseffová ([ˈdʒiwmɐ ˈvɐ̃nɐ ʁuˈsɛfⁱ] (nepřechýleně Rousseff), * 14. prosince 1947 Belo Horizonte) je brazilská ekonomka a politička, členka Strany pracujících, v letech 2011–2016 prezidentka Brazílie poté, co zvítězila ve druhém kole prezidentských voleb 31. října 2010 a svém znovuzvolení 26. října 2014. Její druhé funkční období mělo trvat do 31. prosince 2018, avšak v květnu roku 2016 byla senátem suspendována a nahrazena viceprezidentem země Michelem Temerem.

## Biografie
Příjmení Rousseffová (Rusev) má po otci, který byl bulharským advokátem. Pochází z dobře situované středostavovské rodiny, která ji vychovávala spíše v konzervativním duchu, avšak Dilma se po vojenském puči z roku 1964 přiklonila k socialistickému smýšlení, přestože zůstala římskou katoličkou. Spolupracovala s levicovými a marxistickými guerillami, které vedly proti vojenskému režimu ozbrojený boj (Comando de Libertação Nacional [COLINA] a Vanguarda Armada Revolucionária Palmares). Léta 1970—1972 prožila ve vězení a údajně zakusila i mučení.

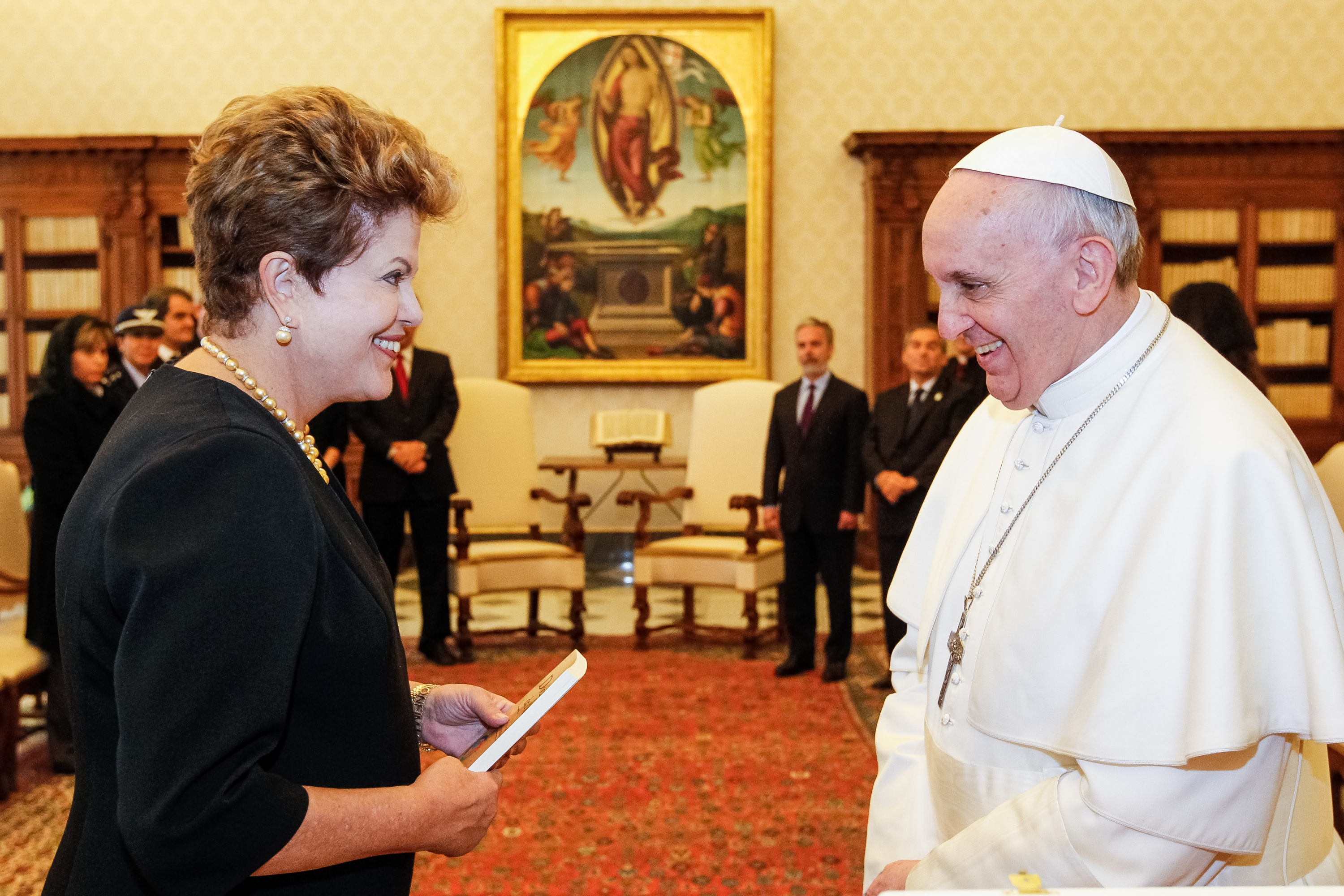
Dilma Rousseffová s papežem Františkem ve Vatikánu, 20. března 2013

Následně se usadila v Rio Grande do Sul a s Carlosem Araújem, s nímž byla třicet let v manželském svazku (do roku 2000), spoluzakládala Demokratickou stranu práce a účastnila se volebních kampaní. Zastávala funkce ve správě města Porto Alegre a později byla státní tajemnicí pro hornictví a energetiku ve vládách Alceu Collarese a Olívia Dutry; v roce 2001 vstoupila do Strany pracujících.
V roce 2002 spolupracovala na vládním plánu Luly da Silva pro oblast energetiky. Zasazovala se o výstavbu několika hydroelektráren, které měly zajistit Brazílii energetickou soběstačnost. Střetla se ale s další brazilskou političkou Marinou Silva, která v roce 2003 zastávala funkci ministryně životního prostředí a v prezidentských volbách v roce 2014 skončila na 3. místě. Do roku 2005 pak byla Dilma Rousseffová ministryní hornictví a energetiky, následně šéfkou prezidentova kabinetu.
Za své priority označila podporu demokracie, svobodu tisku, náboženskou svobodu, reálnou rovnoprávnost žen, udržení inflace pod kontrolou, zlepšení veřejných služeb a zpřehlednění daňového systému.
Prezidentská inaugurace proběhla 1. ledna 2011. Stala se tak první ženou v této nejvyšší ústavní funkci.. Rousseffová však není první ženou v čele země (tou byla Isabela Brazilská jako regentka v letech 1871–1872, 1876–1877 a 1887–1888).

### Petrobras
Už v roce 2011 vystoupila Rouseffová ostře proti korupci a do konce roku muselo odejít šest ministrů její vlády pro podezření z korupce. Za její vlády se však hospodářská situace Brazílie výrazně zhoršila, růst HDP poklesl na 2 % a inflace naopak vzrostla na 6 %. Už v roce 2013 vypukly masové protesty proti fotbalovému mistrovství světa, proti korupci a špatné sociální politice. V březnu 2014 začala brazilská policie vyšetřovat podezření z korupce v hospodaření polostátního ropného koncernu Petrobras, který zadával stavební zakázky za přemrštěné ceny a o získané peníze se manažeři dělili s politiky a politickými stranami. Koncern s ročním obratem asi 129 miliard EUR tak připravili o dvě miliardy. Vyšetřování, které Rouseffová podpořila, postupem času zahrnulo téměř 500 osob, z toho 22 poslanců a 12 senátorů. Do září 2016 bylo 106 osob odsouzeno a dalších 174 je ve vyšetřovací vazbě.
V říjnu 2014 Rouseffová těsně vyhrála volby a 1. ledna 2015 nastoupila své druhé funkční období. V březnu 2014 manifestovalo 1,7 milionu Brazilců proti rostoucím cenám, oslabení hospodářství a proti podezření, že prezidentka je také do skandálu zapletena. V březnu 2016 povolala Rouseffová svého populárního předchůdce Lula da Silvu jako předsedu vlády, přestože byl už vyšetřován a vzat do vazby pro podezření z praní špinavých peněz a křivou výpověď. Následující den ustavil parlament komisi, která měla vyšetřit, zda se prezidentka provinila špatným hospodařením, aby případně zahájil proces jejího odvolání. Zároveň její koaliční partner, Demokratická strana (PMDB), vystoupil z vlády, takže prezidentka ztratila parlamentní podporu. Vzhledem k tomu, že dobrá polovina poslanců už byla ve skandálu Petrobrasu vyšetřována, označovali to někteří za státní převrat, na němž se měl podílet i její viceprezident Michel Temer.

### Politický pád
Na doporučení vyšetřovacího výboru rozhodl parlament velkou většinou 17. dubna o zahájení odvolacího řízení. Dne 12. května 2016 byla prezidentka Dilma Rousseffová na základě hlasování senátu, a to poměrem 55 ku 22 hlasů, na 180 dní suspendována a zastupujícím prezidentem se stal dosavadní viceprezident Michel Temer.
Dne 23. května zveřejnil deník Folha de S. Paulo přepis rozhovoru Temerova blízkého spolupracovníka Romero Jucy s manažerem Petrobrasu Machadem z března 2016, kde Juca otevřeně říká, že Rouseffová musí z úřadu pryč, protože jinak už vyšetřování - v němž jsou oba obviněni - nepůjde zastavit. Podle Jucy je to domluveno s armádními generály i u ústavního soudu. Na toto odhalení musel Temer Jucu okamžitě odvolat, jako byl už počátkem května odvolán předseda parlamentu a hlavní odpůrce Rouseffové Eduardo Cunha. Proces definitivního odvolání prezidentky přesto pokračoval podle ústavy a 31. srpna ji senát dvoutřetinovou většinou odvolal pro podezření z porušení rozpočtových zákonů. Tři jihoamerické státy na protest proti jejímu sesazení odvolaly své vyslance z Brazílie.

## Po sesazení
Strana pracujících ji v primárních volbách nominovala do federálního Senátu za stát Minas Gerais. Ve volbách v roce 2018 skončila čtvrtá a nezískala ani jedno ze dvou senátorských křesel, o která ve volbách šlo. Vítězi se stali Rodrigo Pacheco a Carlos Viana.
Koncem března 2023 byla jednomyslně zvolena prezidentkou Nové rozvojové banky, mezinárodní banky zřízené společenstvím států BRICS.